# Jerryd Bayless
Jerryd Bayless (Phoenix, Arizona, 20. kolovoza 1988.) američki je profesionalni košarkaš. Igra na poziciji razigravača, a trenutačno je član NBA momčadi Toronto Raptorsa. Izabran je u 1. krugu (18. ukupno) NBA drafta 2008. od strane Indiana Pacersa, ali je u razmjeni igrača proslijeđen u Trail Blazerse za 13. izbor drafta Brandona Rusha.

## Sveučilište
Bayless je kao freshman na sveučilištu Arizona bio prvi strijelac momčadi s 19.7 poena, a uz to je bilježio 2.7 skokova i 4 asistencije po utakmici. Wildcatski su sezonu završili s omjerom 19-13, dok su na NCAA turniru ispali u prvom krugu od sveučilišta West Virginia. Nakon samo jedne sveučilišne sezone odlučio se prijaviti na NBA draft 2008. godine. 

## NBA
Bayless je izabran kao jedanaesti izbor drafta od strane Indiana Pacersa, ali je zajedno s Ike Dioguom mijenjan u Portland Trail Blazerse za prava na 13. izbor drafta Brandona Rusha, Jarretta Jacka i Josha McRobertsa. Izvršni direktor Blazersa Kevin Pritchard za Baylessa je izjavio: "Vrlo talentiran strijelac, atletski nadaren". Dobio je nagradu za najkorisnijeg igrača T-Mobile Ljetne NBA lige u Las Vegasu 2008. godine. Bio je prvi strijelac natjecanja s 29.8 poena po utakmici, dok su Blazersi zabilježili omjer 3-2. 15. siječnja 2009. u utakmici protiv New Jersey Netsa postigao je učinak karijere od 23 poena. Ukupno je tijekom rookie sezone odigrao 53 utakmice i u prosjeku postizao 4.3 poena, 1.1 skok i 1.5 asistencija po utakmici. 20. studenog 2010. Bayless je mijenjan, zajedno s Predragom Stojakovićem i novcem, u Toronto Raptorse u zamjenu za Jarretta Jacka, Marcusa Banksa i Davida Andersena.

## NBA statistika

### Regularni dio
| Godina    | Klub     | Odig. uta. | Uta. poč. | Min. | 2P%  | 3P%  | Sl. bac.% | Skok. | Asist. | Ukr. lop. | Blok. | Poena |
| --------- | -------- | ---------- | --------- | ---- | ---- | ---- | --------- | ----- | ------ | --------- | ----- | ----- |
| 2008./09. | Portland | 53         | 0         | 12.4 | .365 | .259 | .806      | 1.1   | 1.5    | .3        | .0    | 4.3   |
| Ukupno    |          | 53         | 0         | 12.4 | .365 | .259 | .806      | 1.1   | 1.5    | .3        | .0    | 4.3   |

### Doigravanje
| Godina    | Klub     | Odig. uta. | Uta. poč. | Min. | 2P%  | 3P%  | Sl. bac.% | Skok. | Asist. | Ukr. lop. | Blok. | Poena |
| --------- | -------- | ---------- | --------- | ---- | ---- | ---- | --------- | ----- | ------ | --------- | ----- | ----- |
| 2008./09. | Portland | 2          | 0         | 5.5  | .333 | .000 | .667      | .5    | .0     | .0        | .5    | 3.0   |
| Ukupno    |          | 2          | 0         | 5.5  | .333 | .000 | .667      | .5    | .0     | .0        | .5    | 3.0   |

## Vanjske poveznice
- Profil na NBA.com
- Profil na ESPN.com